# Saison 9 d'Urgences
Chronologie
Saison 8 Saison 10
Cet article présente le guide des épisodes de la neuvième saison de la série télévisée Urgences (E.R.).
À noter, dans un but de clarification des personnages : il existe différents « grades » concernant les employés d'un hôpital, pour plus de précision consultez la section grades de l'article principal Urgences.

## Distribution

### Acteurs principaux
- Noah Wyle (VF : Eric Missoffe) : Dr John Carter, urgentiste titulaire
- Sherry Stringfield (VF : Emmanuelle Bondeville) : Dr Susan Lewis, urgentiste titulaire
- Laura Innes (VF : Stéphanie Murat) : Dr Kerry Weaver, urgentiste titulaire, chef des urgences, puis chef du personnel de l'hôpital à partir de l'épisode 17
- Alex Kingston (VF : Catherine Privat) : Dr Elizabeth Corday, titulaire en chirurgie traumatologique, chef associée de la chirurgie
- Paul McCrane (VF : Marc Perez) : Dr Robert « La Flèche » Romano, titulaire en chirurgie générale, chef du personnel de l'hôpital, chef de la chirurgie, perd ses attributions pour devenir chef des urgences à partir de l'épisode 18
- Goran Višnjić (VF : Stéphane Ronchewski) : Dr Luka Kovac, urgentiste titulaire
- Ming-Na (VF : Yumi Fujimori) : Dr Jing-Meï « Deb » Chen, urgentiste titulaire
- Maura Tierney (VF : Laura Blanc) : Abby Lockhart, infirmière surveillante
- Sharif Atkins (VF : Lionel Melet) : Michael Gallant, externe (4e année)
- Mekhi Phifer (VF : Didier Cherbuy) : Dr Gregory Pratt, interne aux urgences (1re année)

### Acteurs récurrents

#### Membres du personnel de l'hôpital
- John Aylward (VF : Michel Bedetti) : Dr Donald « Don » Anspaugh, titulaire en chirurgie générale, membre du conseil de l'hôpital
- Bruno Campos : Dr Eddie Dorsett, titulaire en chirurgie vasculaire
- Sam Anderson (VF : Jean-Claude Robbe) : Dr Jack Kayson, cardiologue titulaire, chef de la cardiologie, membre du conseil de l'hôpital
- Matthew Glave : Dr Dale Edson, chirurgien résident
- John Doman : Dr Carl DeRaad, psychiatre titulaire
- Michael B. Silver : Dr Paul Myers, psychiatre titulaire
- Perry Anzilotti (en) : Perry, anesthésiste
- Megan Cole : Dr Alice Upton, pathologiste
- Scott Jaeck (en) : Dr Steve Flint, radiologue
- Don Cheadle : Dr Paul Nathan, externe (1re année)
- Leslie Bibb : Erin Harkins, externe (1re année)
- Conni Marie Brazelton (VF : Barbara Delsol) : Connie Oligario, infirmière
- Ellen Crawford (VF : Anne Ludovik) : Lydia Wright, infirmière
- Deezer D (en) (VF : Martin Brieuc) : Malik McGrath, infirmier
- Yvette Freeman (VF : Maïté Monceau) : Haleh Adams, infirmière (dénommée Shirley Adams dans la version française)
- Lily Mariye (en) (VF : Catherine Artigala) : Lily Jarvik, infirmière
- Laura Cerón (VF : Colette Nucci) : Ethel « Chuny » Marquez, infirmière
- Gedde Watanabe : Yosh Takata, infirmier
- Kyle Richards : Dori, infirmière
- Lucy Rodriguez : Bjerke, infirmière
- Dinah Lenney (en) : Shirley, infirmière en chirurgie
- Bellina Logan (en) : Kit, infirmière en chirurgie
- Nadia Shazana : Jacy, infirmière en chirurgie
- Donal Logue : Chuck Martin, infirmier volant (secours par hélicoptère)
- Abraham Benrubi (VF : Bruno Carna) : Jerry Markovic, réceptionniste
- Troy Evans (VF : Christian Peythieu) : Frank Martin, réceptionniste
- Kristin Minter (VF : Déborah Perret) : Miranda « Randi » Fronczak, réceptionniste
- Pamela Sinha : Amira, réceptionniste
- Emily Wagner (VF : Annabelle Roux) : Doris Pickman, secouriste
- Montae Russell (en) : Zadro White, secouriste
- Lynn A. Henderson (VF : Véronique Alycia) : Pamela Olbes, secouriste
- Brian Lester : Brian Dumar, secouriste
- Demetrius Navarro (en) : Morales, secouriste
- Michelle Bonilla : Christine Harms, secouriste
- Erica Gimpel : Adele Neuman, services sociaux

#### Autres
- Frances Sternhagen : Millicent Carter, grand-mère de John Carter
- Lisa Vidal (VF : Cathy Diraison) : Sandy Lopez, pompière et petite-amie de Kerry Weaver
- Bruce Weitz : conseiller John Bright, patient de Kerry Weaver
- Paul Freeman : Dr Charles Corday, père d'Elizabeth Corday
- Judy Parfitt : Isabelle Corday, mère d'Elizabeth Corday
- Sally Field (VF : Monique Thierry) : Maggie Wyczenski, mère d'Abby Lockhart
- Tom Everett Scott : Eric Wyczenski, frère d'Abby Lockhart
- Marcello Thedford (en) : Léon Pratt, frère de Gregory Pratt
- Chad McKnight : officier Wilson, policier

## Épisodes

### Épisode 1:La Théorie du chaos
- États-Unis : 26 septembre 2002 sur NBC

- John Aylward (Dr Donald Anspaugh)
- Troy Evans (Frank Martin)
- Laura Ceron (Chuny Marquez)
- Lily Mariye (Lily Jarvik)
- Deezer D (Malik)
- Dinah Lenney (Shirley)
- Paul Freeman (Dr Charles Corday)
- Judy Parfitt (Isabelle Corday)
- Monté Russell (Zadro White)
- Demetrius Navarro (Morales)
- Perry Anzilloti (Perry)
- Nadia Shazana (Jacy)

### Épisode 2:Déjà mort
- États-Unis : 3 octobre 2002 sur NBC

- Sam Anderson (Dr Jack Kayson)
- Troy Evans (Frank Martin)
- Yvette Freeman (Haley Adams)
- Laura Ceron (Chuny Marquez)
- Kristin Minter (Rhandi)
- Deezer D (Malik)
- Dinah Lenney (Shirley)
- Emily Wagner (Doris Pickman)
- Monté Russell (Zadro White)
- Lynn A Henderson (Olbes)
- Demetrius Navarro (Morales)
- Brian Lester (Dumar)
- Michelle Bonilla (Harms)

### Épisode 3:Insurrection
- États-Unis : 10 octobre 2002 sur NBC

### Épisode 4:Conduis-toi en homme
- États-Unis : 17 octobre 2002 sur NBC

### Épisode 5:Une blessure incurable
- États-Unis : 31 octobre 2002 sur NBC

Au tout début de l'épisode, une incrustation nous apprend que celui-ci est dédié à la mémoire de Gandhi Bob Arrollo qui était responsable du maquillage dans la série de 1995 à 2002. 

### Épisode 6:Quand il ne reste que l'espoir
- États-Unis : 7 novembre 2002 sur NBC

### Épisode 7:Douleurs
- États-Unis : 14 novembre 2002 sur NBC

### Épisode 8:Les Premières Neiges
- États-Unis : 21 novembre 2002 sur NBC

### Épisode 9:Le Plus Proche Parent
- États-Unis : 5 décembre 2002 sur NBC

Eric a été renvoyé de l'armée, ce qui satisfait Abby qui veut le suivre et le soigner. Elle l'accueille chez elle avec sa mère et s'adapte à ses horaires décalés. Elle a réussi à lui trouver de la place dans l'un des meilleurs centres de traitement de la ville mais les horaires du lundi au vendredi de 8h à 16h dérangent Maggie qui trouve que c'est beaucoup et pour Éric c'est déjà d'un ennui mortel. Abby et sa mère restent pour assister à l'un des exercices menés en groupe et remarquent qu'Éric est peu coopératif et n'est pas du tout concentré. Abby admet que faire des collages est stupide mais elle préfère cela que le laisser à Maggie qu'elle continue à ne pas la considérer comme fiable. Maggie retourne à l'appartement d'Abby et cette dernière passe au Cook County voir Carter. Chez Doc Magoo's, elle lui explique que sa mère doit repartir et qu'elle s'occupera d'Éric sous le même toit et pense même acquérir un nouvel appartement plus grand. Elle évoque avec son petit ami sa jeunesse et les crises de sa mère bipolaire qui partait la nuit et la laissait elle et son frère seuls et livrés à eux-mêmes. Elle retourne ensuite au centre de traitement revoir Éric mais le responsable lui apprend qu'il a renoncé au programme et Maggie est allée le rechercher. De retour à son appartement, elle s'aperçoit que sa mère range ses affaires et lui annonce qu'elle retourne avec Eric au Minnesota. Abby lui explique qu'elle n'est pas la meilleure personne pour le suivre dans son traitement et demande où il se trouve. Maggie l'emmène dans un hôtel et s'il ouvre la porte c'est pour y faire entrer sa maman et non sa sœur. Malgré ses exhortations à accepter une structure solide pour son traitement, il lui referme la porte au nez. Elle retourne chez elle et sur le pas de sa porte retrouve Carter. Désabusée, elle fume et annonce qu'elle va tirer un trait sur eux deux. 

### Épisode 10:Rétrospectivement
- États-Unis : 12 décembre 2002 sur NBC

À l'approche des fêtes de Noël, une ambulance file dans la nuit à grande vitesse en direction du Cook County. Le conducteur interroge l'un des blessés qui reste muet. Au même moment aux urgences, Pratt a terminé sa garde et Abby aimerait bien qu'il reste encore un peu car on manque de médecins. Susan s'occupe d'un patient dans le coma, sa petite amie sanglote dans un coin. Kerry s'énerve contre la chorale de l'hôpital qui, selon elle, interprète des chants de Noël trop tristes. Le patient intubé s'appelle Rick et Susan précise à son amie qu'il va être monté en soins intensifs et que le neurochirurgien va pratiquer une intervention pour diminuer la pression intracrânienne. Kerry aimerait qu'on rappelle Luka qui vient de partir. Abby n'est pas d'accord car il est trop fatigué mais Kerry insiste. À la réception Frank effraie les enfants avec son costume de Père Noël puis défie Jerry avec l'arbitrage de Romano pour savoir lequel des deux sera le Père Noël du Cook County. Il n'y aura pas à décider car l'ambulance arrive avec une victime inconsciente d'un AVP. Tout le personnel est en émoi lorsqu'ils reconnaissent Erin Harkins, l'externe. Elle est emmenée en salle de déchocage où on suspecte des lésions internes du foie. Luka qui est blessé au visage légèrement est hagard et regarde assis ses collègues essayer de sauver la jeune femme. C'est avec un flashback progressif que nous allons découvrir ce qui est arrivé. 
La veille, Susan organise chez elle une réception pour fêter Noël avec ses camarades. Il y a Carter, Abby, Luka, Gallant, Harkins, Chuny, Jing-Meï, Pratt et d'autres membres des urgences. Chacun se fait des cadeaux et Susan offre à Abby une boule à neige musicale. Puis Carter annonce son départ car il sera de garde dans quelques heures. Avec le temps chacun des convives s'en va. Abby s'apprête à faire de même lorsqu'elle tombe sur Luka en aparté qui lui explique qu'elle lui manque et qu'elle ne doit pas être heureuse. Elle met cette réflexion sur le compte de l'alcool et lui demande s'il travaille lui aussi mais Luka indique qu'il sera en repos. Harkins voudrait que Luka danse avec elle mais il est trop fatigué et veut rentrer chez lui. Harkins le suit et ils s'embrassent à son domicile. Toutefois elle dormira dans le canapé alors que Luka lui propose son lit. Elle l'aide à enlever ses chaussures et Luka s'endort profondément très rapidement. Au petit matin Kerry constate qui lui manque des médecins. Elle voudrait Carter mais il prend un avion pour Boston à 10h pour voir son père qui passe son Noël seul à la suite de son divorce alors elle se rabat sur Luka. Abby téléphone à son domicile et c'est Harkins qui décroche. Elle ne la reconnait pas mais pense qu'il s'agit d'une nouvelle conquête amoureuse de Luka. Kerry prend le combiné et exige sa présence. Arrivant ensemble, Luka et Harkins déclenchent les rumeurs et ils font jaser. Avant de partir, Carter fait le bilan des patients. Il y a la petite Jane qui a une migraine après son entraînement de hockey, un ivrogne et un certain Rick qui pourrait faire une grippe mais qui doit être examiné. Il lui demande s'il va bien et lui explique que faire la nouba le rend bien fatigué. Carter parti, Rick interpelle Luka pour lui expliquer qu'il va bien mieux. Luka lui promet de le voir bientôt. Deux heures plus tard, la garde de Luka se termine car Jing-Meï qui a été rappelée prend son service. Sortant avec Abby, il constate que l'ambulance amène un homme qui en a frappé un autre. Il est Croate, ce qui ne manque pas d'intriguer Luka qui se propose de jouer les interprètes mais Abby désire qu'il rentre se reposer. Il fait demi-tour et va s'occuper de l'homme qui est un Juif de Croatie qui a reconnu un oustacha, un nazi croate, des décennies après car il l'a dénoncé et sa famille a été raflée. Cette histoire marque Luka qui le comprend à la suite de ce qui s'est passé pour sa femme et ses enfants. Ensuite il s'occupe de la petite Jane. En l'examinant elle ne tient pas en équilibre et elle lui explique qu'elle a reçu un coup qui lui a fait sauter son casque. Luka veut un scanner et charge Harkins de s'en occuper. Il revient ensuite s'occuper de l'oustacha Doric qui ne comprend pas pourquoi son voisin de salle a voulu l'agresser. Il faut donc les séparer. Luka explique à Pratt qu'il faut laisser le passé au passé même si la police voudra enquêter. En marchant dans le couloir, ils tombent sur une altercation entre Frank et deux nains habillés en hommes du Père Noël et Luka se prend par inadvertance un coup de poing qu'un des deux voulait administrer à Frank. Il est blessé sur sa joue et compte porter plainte contre le petit homme qui lui supplie de ne pas le faire. Abby, qui se demande ce qui vient de lui arriver, lui présente la fiancée de Rick. Susan se propose de lui poser quelques points de suture. Pendant qu'elle le recoud, elle lui conseille de rentrer se reposer et l'interroge sur ce qu'il fera à Noël. Depuis la mort de sa femme il n'a plus le goût de la fête. Susan se propose de l'inviter et il promet d'étudier sa proposition. En sortant, Abby lui annonce que la tension de Rick est en train de chuter et qu'il arrive pour le voir. En l'oscultant, il propose de faire une NFS, une chimie et une radio du thorax. Abby lui suggère d'évaluer son hémoglobine car elle le trouve pâle mais Luka juge que ce n'est pas utile car ce n'est qu'une grippe mais Abby semble inquiète. En complétant quelques documents à l'accueil, Luka tombe sur l'enquêteur qui désire en savoir plus sur l'altercation des deux Croates, Pratt les rejoint et les deux praticiens nient volontairement savoir où est l'agresseur de Doric, ce qui rend la tâche du policier impossible. Ainsi ils protègent le vieux Juif croate qui a fait justice lui-même. Abby annonce qu'elle a fait quand-même l'hémoglobine à Rick et qu'il y a un souci, Luka lui demande de refaire l'examen alors qu'il est appelé car la petite Jane fait des convulsions. Il réprimande Harkins qui devait lui faire passer un scan mais elle lui répond que le service était débordé. En colère, il lui explique qu'elle aurait dû insister. Il est rappelé au chevet de Rick qui fait un œdème pulmonaire. Luka le met sous oxygène puis va passer un savon au médecin responsable du scanner pour que l'on examine Jane. Ce dernier ne juge pas son cas grave malgré les convulsions, ce qui a le don d'énerver Luka. En redescendant revoir Rick, Luka explique à Harkins que ce qui leur est arrivé la nuit précédente ne doit pas perturber leur travail. De plus, une opération est nécessaire pour sauver Jane. La situation pour Rick se dégrade encore un peu plus et Luka décide de l'intuber cependant il écume et l'intubation est rendue plus difficile. La saturation continue de baisser sans que Luka s'en préoccupe, Susan prend en charge Rick et constate que Luka a mal intubé le jeune homme. Il croit que les infirmières sont responsables puis réessaye mais n'y arrive pas en raison du sang qui a envahi la gorge de Rick. Harkins arrive avec le résultat de nouvelles analyses et les globules blancs sont très importants. Susan diagnostique une leucémie que Luka n'a jamais pu déceler malgré pourtant les doutes d'Abby. Il faut pratiquer une trachéotomie car son cas est devenu grave. Luka maintient qu'il n'avait aucun signe de cette leucémie. La trachéotomie se révèle ardue et Luka éprouve des difficultés dues au stress mais également sa très grande fatigue physique. Il y a de fortes chances que Rick a des lésions cérébrales. Susan veut aller parler à sa petite amie mais Luka insiste pour que ce soit lui. Il admet que si on avait su très tôt ce que Rick avait, on aurait pu le soigner. Sa petite amie qui est en colère désire aussi prier et demande que Luka y prenne part. Ce dernier accepte. 

### Épisode 11:Une main tendue
- États-Unis : 9 janvier 2003 sur NBC

C'est un Kovac grave qui pénètre dans une salle remplie de médecins. Il est en effet convoqué pour une réunion de morbidité et de mortalité présidée par Anspaugh et doit répondre au cas Rick Kendrick qui se trouve dans le coma et sous dialyse. Avec lui, Susanne et Abby sont aussi sur le gril et doivent justifier leurs actes et ceux de Luka. Ayant assez d'être jugé de la sorte, Luka préfère publiquement endosser toute la responsabilité admettant qu'il n'avait dormi que deux heures, qu'il avait la gueule de bois et qu'il n'a rien vu. Il demande à l'assistance de le virer et qu'il n'y a rien à tirer de ce cas sauf sa faute puis préfère quitter les lieux. En salle de repos, Susan essaye de le réconforter et lui explique qu'il n'est pas viré mais que sa garde a même commencé et d'ailleurs Kerry veut le voir. Elle prend ensuite en charge Chip qui est suicidaire et a des pensées obsessionnelles, il voudrait de quoi dormir et évoque des difficultés avec sa petite amie. Susan envoie Chuny chercher un psy. 
En arrivant prendre son service, Pratt fait déclencher le détecteur de métaux et l'agent de surveillance désire le fouiller mais il refuse et après une altercation sort le pistolet qu'il avait sur lui et qu'il prétendait avoir trouvé à l'entrée afin de le donner. L'agent n'est pas convaincu et demande son permis et doit en référer à la police. Carter qui a suivi toute la scène demande à l'agent de laisser Pratt travailler et de voir la question administrative plus tard. Aux urgences on amène un hispanique qui est tombé d'un arbre et qui a été conduit à l'hôpital par sa cliente qui l'a employé au noir car c'est un clandestin et un vieil homme de 93 ans qui a été victime d'une attaque cardiaque pendant un acte sexuel. Pendant sa prise en charge, Gallant apprend à Kerry et Luka qu'Harkins est rentrée chez elle et qu'il va se charger de lui fournir ses cours. Kerry envoie Luka contrôler des clichés. Pendant ce temps alors que l'on s'occupe de l'homme hispanique, la police désire parler à Pratt mais Carter les met dehors. En contrôlant les radios du malade de Kerry, Luka tombe sur la maman de Rick au chevet de son fils. Il vient la réconforter et elle se montre compréhensive sur le fait que Luka n'a pu détecter sa leucémie. Voyant la scène, Romano l'interrompt pour le sermonner d'avoir avoué son incompétence à la mère de Rick et que cela pourrait nuire à l'hôpital financièrement. Il le met au repos pour ce jour et menace de le virer s'il retourne lui parler. 
Lors d'une conversation avec Chip, Susan comprend qu'il a des penchants pédophiles et qu'il était proche de passer aux actes avec le fils de sa petite amie. Elle doit faire venir d'urgence le Docteur DeRaad, le psychologue. 
Alors que l'homme de 93 ans a fait un arrêt cardiaque et qu'il est réanimé par Kerry, une infirmière lui signale qu'elle a sa blouse ensanglantée. Elle part s'isoler dans la salle d'échographie et en s'examinant, constate qu'elle vient de faire une fausse couche et a perdu son bébé. Abby, qui avait besoin de l'appareil se rend compte de sa situation. Kerry se change puis va reprendre son service malgré le désespoir que cela lui inspire. 
L'épouse du vieil homme arrive et Jerry et Pratt constatent que c'est une jeunette plantureuse qui désire un enfant avec son vieux mari. Ce dernier demande au cardiologue et à Gallant s'il pourra encore avoir des rapports intimes. 
Le titre original de l'épisode est une référence à la chanson With a Little Help from My Friends des Beatles que le titre français ne reproduit que très partiellement.

### Épisode 12:Un saint dans la ville
- États-Unis : 16 janvier 2003 sur NBC

### Épisode 13:La Bonne Action
- États-Unis : 30 janvier 2003 sur NBC

### Épisode 14:Lâcher la bride
- États-Unis : 6 février 2003 sur NBC

### Épisode 15:Un garçon tombé du ciel
- États-Unis : 13 février 2003 sur NBC

### Épisode 16:Mille oiseaux de papier
- États-Unis : 20 février 2003 sur NBC

### Épisode 17:Effets secondaires
- États-Unis : 13 mars 2003 sur NBC

Josh Radnor (Keith Mitchell)

### Épisode 18:Coup d'État
- États-Unis : 3 avril 2003 sur NBC

### Épisode 19:Les choses changent
- États-Unis : 24 avril 2003 sur NBC

### Épisode 20:Affaires étrangères
- États-Unis : 1er mai 2003 sur NBC

### Épisode 21:Quand la nuit rencontre le jour
- États-Unis : 8 mai 2003 sur NBC

### Épisode 22:Kisangani
- États-Unis : 15 mai 2003 sur NBC